# Pierre de Corbie
Pierre de Corbie (... – dopo il 1195) è stato un dei primi trovieri, originario dell'Île-de-France.
Probabilmente è lo stesso magister Petrus de Corbeia ("maestro Pietro di Corbie") che ha servito come canonico a Notre Dame d'Arras tra il 1188 e il 1195. Tutti e sette i suoi lavori sopravvissuti si trovano solo in poche fonti; tutte le melodie sono nella forma bar e a molte canzoni sono state assegnate differenti melodie da fonti diverse:
- Dame, ne vous doit desplaire
- En aventure ai chante (diverse melodie)
- Esbahis en lonc voiage
- Limounier, du mariage (due melodie)
- Par un ajournant
- Pensis com fins amourous
- Amis Guillaume, ainc si sage ne vi (diverse melodie)

Tulle le sue canzoni sono tipiche chansons courtoises salvo l'ultima, che è un jeu-parti. 

## Fonti
- Robert Falck. "Pierre de Corbie." Grove Music Online. Oxford Music Online. (url consultato il 20 settembre 2008)).